# Kung Zhao av Zhou
Kung Zhao av Zhou, var en kinesisk monark. Han var kung av Zhoudynastin 995–977 f.Kr.